# Sant Vicenç dels Horts
Sant Vicenç dels Horts (på katalanska: [sənt bisέns dáɫs ɔ́ɾs]) är en kommun i comarcan Baix Llobregat i Katalonien (Spanien). Kommunen ligger 16,9 kilometer väster om Barcelona, vid floden Llobregats högra flodbank mellan åarna Riera de Cervelló och Riera de Torrelles. Kommunen omfattar en yta på 9,14 kvadratkilometer och hade 1 januari 2016 cirka 27 961 invånare.
Sant Vicenç dels Horts är den till invånarantalet tionde största kommunen i comarcan. Den är starkt urbaniserad, med en befolkningstäthet på drygt 3 000 invånare per kvadratkilometer.

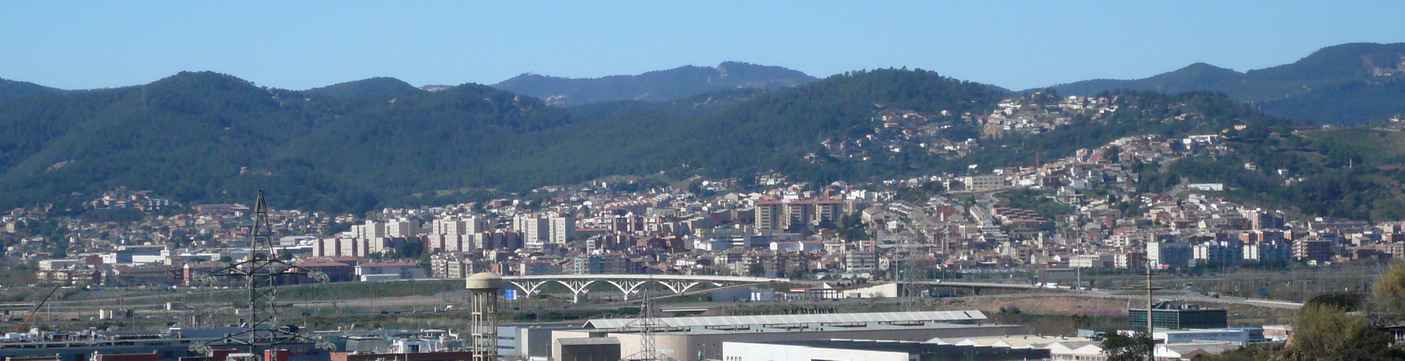
Vy över den starkt urbaniserade kommunen, från öster om floden Llobregat.

Norr om kommunen ligger Pallejà. I öster ligger Sant Feliu de Llobregat, centrum för Baix Llobregat.
Befolkningen i kommunen är till största delen tvåspråkig, på katalanska och spanska. Siffror från 2015 meddelade att Sant Vicenç del Horts med drygt 82 procent som kan tala katalanska låg i topp i den statistiken bland de 50 största kommunerna i Katalonien.
Borgmästare åren 2011–2015 var Oriol Junqueras, ledare för ERC. I december 2015 avsade han sig dock borgmästarskapet, för att istället ingå som ett av regionråden i Kataloniens regionstyre. Därefter innehar Maite Aymerich Boltà titeln som borgmästare.